# Evaporiet

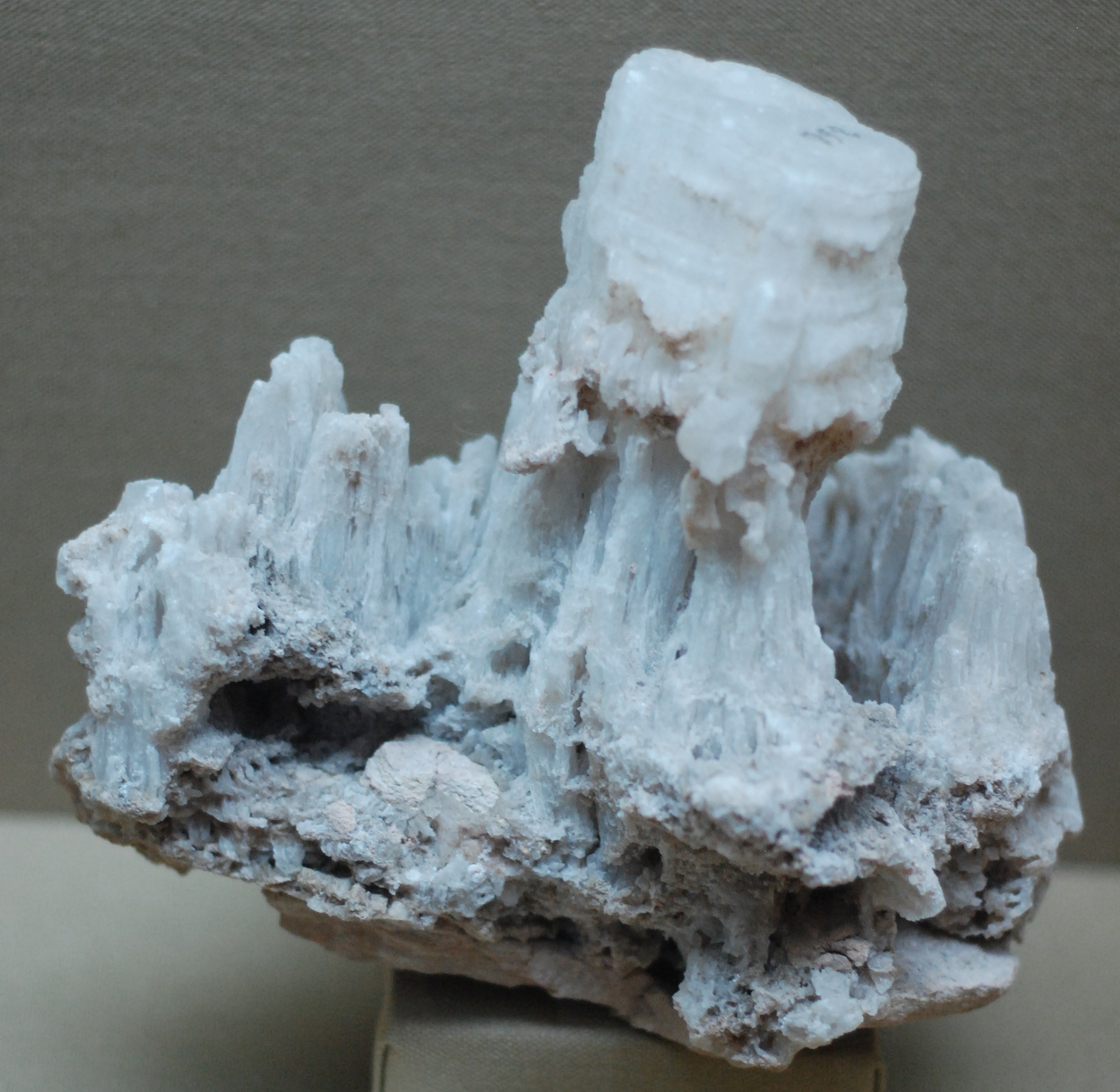
Een evaporiet

Een evaporiet is een gesteente dat is ontstaan door indamping. Als de verzadiging van mineralen en zouten die opgelost zijn in (zee)water te hoog wordt, slaan deze neer en vormen een indampingslaag. Naarmate er meer verzadiging en toch verse aanvoer van water plaatsvindt, wordt het pakket evaporieten steeds dikker.
Voorbeelden van evaporieten zoals uit de geologie zijn
- Haliet (steenzout (NaCl))
- Anhydriet (CaSO4, ontstaat uit gips (CaSO4.H2O) door indamping en verlies van het water)

## Olie- en gaswinning
Evaporiet werkt als een afsluitend gesteente (seal) in olie- en gasproductie. Door de vaak dikke impermeabele pakketten worden olie en gas "gevangen" gehouden in reservoirs.